# 辻静雄
辻 静雄（つじ しずお、1933年2月13日 - 1993年3月2日）は、日本のフランス料理研究家、辻調グループの創設者。

## 来歴・人物
新聞記者から転身して辻調理師学校を開校し、本格的にフランス料理の研究に着手した。英仏の文献を元に独学していたが、アメリカを訪れ、料理研究家のサミュエル・チェインバレン、M.F.K.フィッシャーから研究の手ほどきを受けたのをきっかけに、ヨーロッパのレストランを巡り始めた。多くの料理人や料理関係者と親交を結び、本物のフランス料理に触れたことが、料理への理解を深めた。渡欧のたびに収集した料理関係の文献は数千冊にのぼり、フランス料理古書などの稀こう本を含む世界有数のコレクションとなっている。その研究活動の成果は、授業を通じて、また『フランス料理　理論と実際』などの著書によって、学生たちの教育に還元された。
ポール・ボキューズをはじめ海外の一流料理人を招聘して行った公開技術講座は、学生のみならず、プロの料理人にも最新のフランス料理とその技術に触れることができる貴重な機会を与えた。一方、多くの教職員をヨーロッパでの料理、製菓研修に送り出し、技術教育の水準を高めた。1972年には、日本におけるフランス料理の教育と紹介活動が認められ、フランス政府から「最優秀職人章」の名誉章を外国人として初めて授与された。
1980年にフランス・リヨン近郊にフランス校を開校。現地でその時代の料理に触れるという方針のもと、学校教育とレストラン研修を組み合わせた先進的な教育プログラムを構築した。
研究者としては、現在の料理を理解するには歴史・文化の中でそれを捉え直す必要があると考え、その研究成果を出版物を通じて広く一般に紹介した。フランス料理に関する著作には、前掲書の他、20世紀初頭に活躍した大料理人オーギュスト・エスコフィエの伝記（『エスコフィエ　偉大なる料理人の生涯』）、フランス料理の技術とサーヴィス法の変遷を体系的につづった大著『フランス料理研究』などがある。料理関連書の翻訳・監修にも多数携わり、さらにTBS系列番組「料理天国」の番組監修をはじめ、マスメディアを通した料理文化の普及にもつとめた。
70年代からは日本料理の研究にも取り組み、大阪の名料亭『吉兆』の創業者・湯木貞一との共著『吉兆料理花伝』や、英語で書かれた日本料理研究の基礎文献とされる『JAPANESE COOKING －A SIMPLE ART』などの著作を残した。『JAPANESE COOKING』は2012年に、アメリカの食の歴史に残る名著101冊の1つに選ばれている。

### 年譜
- 1933年（昭和8年）東京・本郷に生まれる。生家は和菓子店。
- 1957年（昭和32年）早稲田大学文学部仏文科卒業。大阪読売新聞社に入社、社会部の記者となる。
- 1958年（昭和33年）大阪阿倍野で日本割烹学校（現 辻学園調理・製菓専門学校。辻調グループとは無関係）を営む辻徳光の娘・勝子と知り合い結婚。
- 1959年（昭和34年）大阪読売新聞社を退職。
- 1960年（昭和35年）大阪・阿倍野に辻調理師学校（現・辻調理師専門学校）を開校する。
- 1963年（昭和38年）フランス料理研究のため、アメリカ･フランスを旅行し、料理研究家のサミュエル・チェインバレン、M.F.K.フィッシャー、フランスのレストラン「ピラミッド」のポワン夫人ほか、フランスの著名な料理長らとも親交を結ぶ。
- 1964年（昭和39年）初の著書『フランス料理　理論と実際』を刊行。
- 1969年（昭和44年）辻調理師学校教職員の海外研修を開始。
- 1972年（昭和47年）リヨンよりポール・ボキューズとジャン=ポール・ラコンブを招聘し、初の公開技術講座を開く。以降、招聘した料理人は65名に及ぶ。同年、フランス最優秀職人章（M.O.F.）の名誉章を授与される。
- 1975年（昭和50年）TBS系列のテレビ番組「料理天国」放送開始（1992年放映終了）。番組監修に携わる。
- 1980年（昭和55年）フランスのローヌ県にフランス校開校。
- 1981年（昭和56年）フランス教育功労章（シュヴァリエ章）を授与される[2]。
- 1984年（昭和59年）辻製菓技術学校（現・辻製菓専門学校）開校。
- 1988年（昭和63年）辻調理技術研究所設立。
- 1989年（平成元年）フランス農事功労章（オフィシエ）章を授与される。大阪にエコール・キュリネール大阪あべの（現・エコール 辻 大阪）開校。
- 1991年（平成3年）東京にエコール・キュリネール国立（現・エコール 辻 東京）を開校。
- 1992年（平成4年）辻静雄料理教育研究所を設立。
- 1993年（平成5年）3月2日逝去。享年60。長男の辻芳樹が学校経営を引き継ぐ。

## 著作

### 主な単著
- ヨーロッパ味の旅（評論社、1964）
- フランス料理　理論と実際（光生館、1964）
- パンのすべて（真珠書院、1965）
- たのしいフランス料理（婦人画報社、1967）
- 舌の世界史（毎日新聞社、1969）、のち新潮文庫
- パリの居酒屋（柴田書店、1971）、のち新潮文庫
- パリの料亭（柴田書店、1972）、のち新潮文庫
- フランス料理の学び方（三洋出版貿易、1972／中公文庫、2009）
- フランス料理の手帖（鎌倉書房、1973）、のち新潮文庫
- ワインの本（婦人画報社、1974）のち新潮文庫
- フランス料理を築いた人びと（鎌倉書房、1975／中公文庫、2004）
- ヨーロッパ一等旅行（鎌倉書房、1977、改訂版1982）、のち新潮文庫
- フランス料理研究（大週刊書店、1977）。図版多数を収録した19世紀フランス料理の体系的研究
- うまいもの事典（光文社、1979）、のち同文庫
- 料理人の休日（鎌倉書房、1981）、のち新潮文庫
- おそうざい風フランス料理（講談社、1984）
- 家庭のフランス料理（新潮文庫、1985）
- エスコフィエ　偉大なる料理人の生涯（同朋舎出版、1989）
- ブリア‐サヴァラン「美味礼讃」を読む（岩波書店〈岩波セミナーブックス〉、1989／講談社学術文庫 2022）
- 料理に「究極」なし（文藝春秋、1994／文春文庫、1997）。遺稿集
- 辻静雄著作集（全1巻、新潮社、1995）
- 辻静雄コレクション（全3巻、ちくま文庫、2004）。各巻に2著作を収録
- 辻静雄ライブラリー（全7巻、復刊ドットコム、2013～2014）。代表作の改訂版

### 主な共著・翻訳･監修（共同監修含む）
- JAPANESE COOKING －A SIMPLE ART（講談社インターナショナル、1980）
- ポケット・ワイン・ブック（鎌倉書房、1982）
- 吉兆 料理花伝（新潮社、1983）、湯木貞一と共著、写真は入江泰吉
- 朝日百科　世界の食べもの（全14巻：朝日新聞社、1984）
- フランス料理の本　食卓のエスプリ（全5巻：講談社、新版1986）
- ワールドアトラス・オブ・ワイン（文藝春秋ネスコ、1991）
- 現代フランス料理宝典（全12巻）（学習研究社、1991～1993）
- デュマの大料理事典（岩波書店、1993、新版2002）、林田遼右・坂東三郎と共編訳

## 主なテレビ出演・監修
- 1988年、NHK教育テレビ「対論　時代を読む・食卓の快楽」　開高健と対談
- 1975～1992年、TBSテレビ「料理天国」　監修

## 参考図書
- 『辻静雄著作集』　新潮社（全1巻）

### 関連図書
- 開高健 『最後の晩餐』 文藝春秋、1979、のち「全集第15巻」新潮社、光文社文庫で再刊
- 海老沢泰久 『美味礼賛』 文藝春秋、1992、文春文庫で再刊
- 編『プルーストと同じ食卓で　辻静雄からの招待状』 講談社、1986
- 『辻静雄　食文化研究の先駆者、フランス料理の伝道者』 河出書房新社〈KAWADE夢ムック〉、2014